# 福井県道268号福井森田丸岡線
福井県道268号福井森田丸岡線（ふくいけんどう268ごう ふくいもりたまるおかせん）は、福井県福井市から坂井市にいたる一般県道。

## 概要
すべての区間が平成期以降の公共事業による新設。福井市部では福井市街と坂井市丸岡町を結ぶ国道8号（福井バイパス）、並びに旧国道8号である福井県道30号福井丸岡線現道において平日朝夕や休日昼間の混雑が激しく、両路線の間にもう一本の基幹道路を新設することとしたもの、坂井市部では福井市北東部から坂井市役所付近、さらに地域高規格道路（事業中）との接続により福井港方面への所要時間短縮が見込まれる。
福井市北東部の地平区間では同市が県道認定の10年以上前から、着工も決まっていなかった北陸新幹線の線路敷を含む大規模な土地区画整理事業（2事業計432.3 ha）により、同線福井高柳高架橋、森田高架橋の下部両側に隣接してそれぞれ2車線一方通行とする都市計画道路を整備し、土地区画整理区域に挟まれた九頭竜川渡河区間（1,550 m、2車線一方通行2本）、並びに新幹線敷から離れてゆく坂井市区間（2,660 m、暫定2車線）は福井県の直轄で2014年（平成26年）より新道の整備事業を開始。新九頭竜橋（415 m）の橋脚は全国初となる新幹線（北陸新幹線九頭竜川橋りょう）と道路の一体構造としたため鉄道建設・運輸施設整備支援機構が代行し、新幹線と道路双方の基準を満たすものを設計・施工した。
2022年（令和4年）3月22日に県道30号の区域変更告示により、本路線の全区間が県道30号新道（福井市二の宮二丁目 - 坂井市丸岡町八ツ口）の一部として新たに指定されたものの、本路線の指定も引き続き行われており、標識・案内看板等も県道30号現道との重複区間（0.2 km）を除き現道である本路線のみを表示している。
2022年5月17日の福井県庁での定例記者会見において同県知事杉本達治が、九頭竜川渡河区間の開通日を同年10月22日、同区間の橋梁名を従前の仮称としていた「新九頭竜橋」、同橋の銘板の揮毫を福井市出身の書家吉川壽一に依頼していることを発表。その後予定期日通りに開通し、これにより福井市区間のほぼ全部となる起点側3.9 kmが繋がった。
2025年度末に、福井市栗森二丁目 - 坂井市春江町境為（1.7 km）を供用開始予定。その北端で接続する坂井市道末政随応寺線は、国道8号（坂井市丸岡町高柳・高柳交差点）や坂井市役所春江支所付近（坂井市春江町随応寺）とを直線的に結ぶ東西路であり、周辺の道路網の強化が見込まれる。

### 路線データ
- 起点：福井県福井市開発五丁目（国道416号（藤島通り）との交点）
- 終点：福井県坂井市春江町沖布目（福井港丸岡インター連絡道路との交点）
- 延長：6.7 km

供用中区間：福井市開発五丁目 -  同市栗森二丁目
- 車線数：4車線

福井市域は完成4車線で供用（3.9 km）または事業中（0.2 km）、坂井市域（2.7 km）は暫定2車線事業中。

## 重複区間
- 福井市開発五丁目 - 坂井市春江町沖布目（全線） 福井県道30号福井丸岡線＜新道＞
- 福井市栗森二丁目地内　福井県道30号福井丸岡線＜現道＞

## 交差する道路
- 国道416号＜藤島通り＞（福井市開発五丁目・開発町西交差点、起点）
- 福井県道111号舟橋松岡線（福井市寺前町・高柳北交差点）
- 福井県道112号栃神谷鳴鹿森田線（福井市栗森二丁目・栗森町東交差点）
- 福井県道30号福井丸岡線現道＜フェニックス通り＞（福井市栗森二丁目・栗森町東交差点 - 同市栗森二丁目で重複） - 栗森町東交差点より西方向は福井県道112号栃神谷鳴鹿森田線重複
- 福井県道160号板倉高江線（坂井市春江町中筋） - 本路線未供用
- 福井港丸岡インター連絡道路（福井県道10号丸岡川西線新道事業区間、坂井市春江町沖布目、終点） - 本路線・交差道路とも未供用